# یواس‌اس چامپلین (دی‌دی-۶۰۱)
یواس‌اس چامپلین (دی‌دی-۶۰۱) (به انگلیسی: USS Champlin (DD-601)) یک کشتی بود که طول آن ۳۴۷ فوت ۹ اینچ (۱۰۵٫۹۹ متر) بود. این کشتی در سال ۱۹۴۲ ساخته شد.